# Anthidiellum rubellum
Anthidiellum rubellum là một loài Hymenoptera trong họ Megachilidae. Loài này được Friese mô tả khoa học năm 1917.